# Brdo (Mrkonjić Grad)
Brdo (szerbül: Брдо) falu Bosznia-Hercegovinában, Bosanska krajina területén, a Szerb Köztársaságban, Mrkonjić Grad községben.

## Fekvése
Bosznia-Hercegovina közép-nyugati részén, Banja Lukától légvonalban 42, közúton 63 km-re délre, községközpontjától 2 km-re nyugatra, a Dinári-hegységben, Mrkonjić Grad és Rogolje között, 640 méteres tengerszint feletti magasságban található. Áthalad rajta a Jajcáról Bihácsra menő főút. Itt található a Balkana piknikezőhely.

## Népessége
| Nemzetiségi csoport | Népesség 1991 | Népesség 2013 |
| ------------------- | ------------- | ------------- |
| Szerb               | 551           | 550           |
| Bosnyák             | 2             | 1             |
| Horvát              | 2             | 3             |
| Jugoszláv           | 22            | 0             |
| Egyéb               | 10            | 0             |
| Összesen            | 587           | 554           |

## Története
A Banja Luka és Mrkonjić Grad közötti hegyvidék a középkori zemljaniki plébániához tartozott, amelyet II. Prijezda bosnyák bán 1287-ből származó oklevele említ. Zmijanje a Jajcától északra fekvő Vrbas-völgy várainak elesésével 1527-1528-ban került oszmán uralom alá. Az 1540-ig tartó első időszakban ezt a területet a Bródi kádilukhoz tartozó Vrhovina náhijéhez csatolták, majd az 1535-1540 közötti időszakban, amikor az oszmánok átkeltek a Száván, Zmijanje a Boszniai szandzsákba tartozó Kobaši kádilukhoz tartozott. A helyzet lecsendesedésével a Zmijanje náhije különvált. Először az 1541-es defterben említik a Kobaši kádiluk részeként. 1592-től a Banja Luka-i kádilukban volt. Az oszmán uralom első éveiben a Zmijanje náhije magába foglalta a Vrbas és a Szana folyók közötti teljes területet, valamint délen a Mrkonjić Grad feletti Kozare, Dimitor és Lisina hegyeket. Kicsit később a Trijebovoi náhije, mely Mrkonjić Grad környékén feküdt, levált róla. Egyes adatok szerint a 16. század közepétől származó összeírásokban szereplő lakosok ortodoxok voltak.
A falu 1878-ig tartozott az Oszmán Birodalomhoz, majd az Osztrák-Magyar Monarchia része lett. A monarchia szétesésével 1918-ben előbb a Szerb-Horvát-Szlovén Királyság, majd 1929-től a Jugoszláv Királyság része. 1945-től a szocialista Jugoszlávia része volt. Jugoszlávia megszállása után a falu a Független Horvát Állam (NDH) része lett, majd nem sokkal ezután megkezdődött a szerb lakosság lázadása az új hatalommal szemben, melyet a szerbek elleni usztasa támadások követtek.
Az 1970-es években alakították ki a falu területén a Balkana-tavat, mely a környékbeliek kedvelt pihenőhelye lett. A tó nevének eredetéről több legendát őriztek a Mrkonjić-vidék lakossága körében. A hagyomány szerint két bővizű és mély forrás volt, tele halakkal. Mivel a török „baluk” szó halat jelent, a törökök forrásokat Balukhanának (halak élőhelye) nevezték el. Idővel a név Balukanára, végül Balkanára változott (amelynek nincs köze a Balkán földrajzi névhez).
A településen az 1991-es népszámlálás adatai szerint 587-en éltek. A település 1995 szeptemberéig a boszniai szerb katonai egységek ellenőrzése alatt állt. Lakossága a horvát hadsereg közeledtére elmenekült. A boszniai háborút lezáró daytoni békeszerződés rendelkezése alapján az ország területét felosztották a Bosznia-hercegovinai Föderáció és a boszniai Szerb Köztársaság között, ennek során a település a Boszniai Szerb Köztársasághoz és Mrkonjić Grad községhez került. 

## Nevezetességei

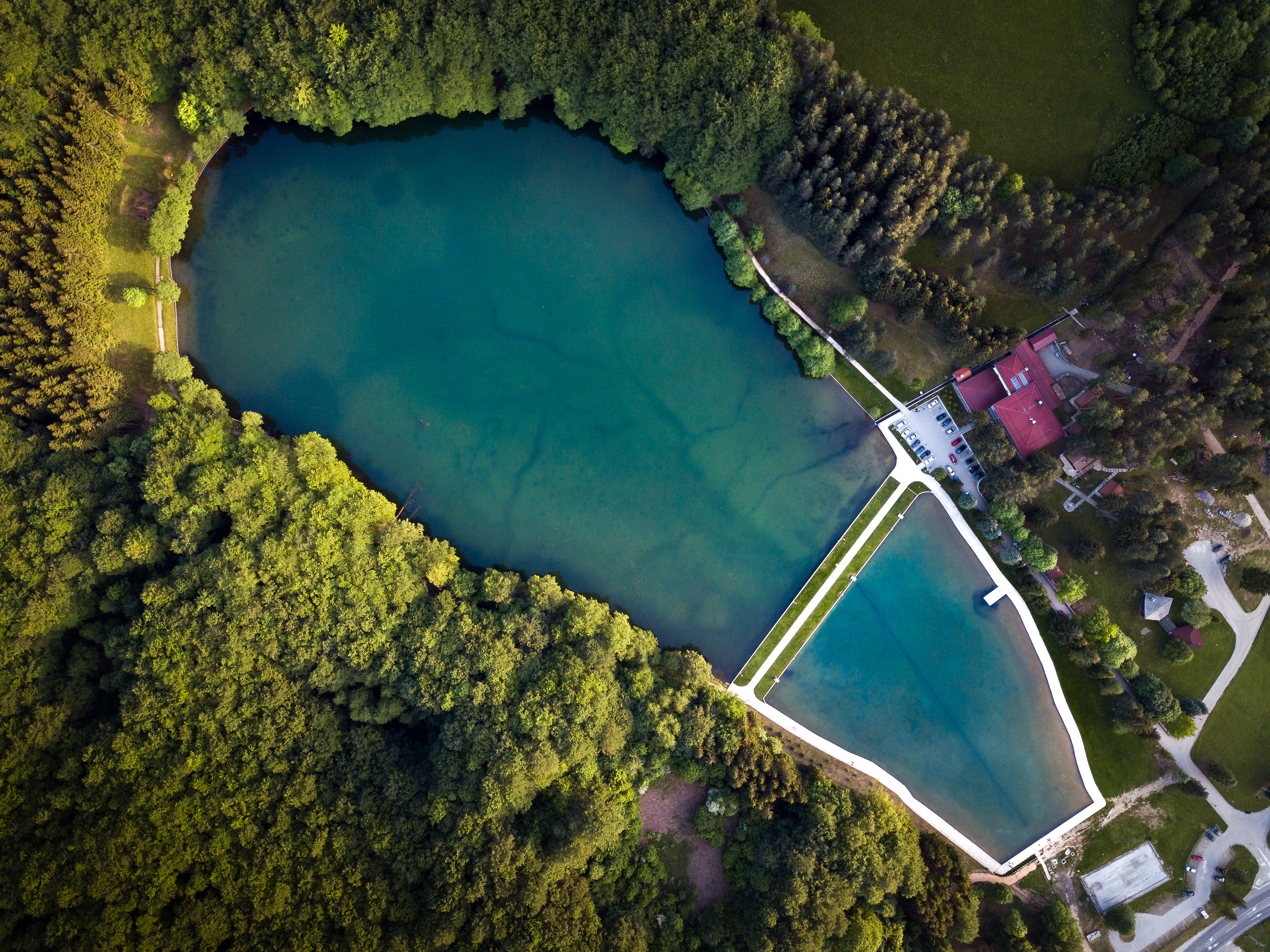
A Balkana-tó madártávlatból

A Balkana egy mesterséges tó a Lisina-hegység lejtői alatt. A tó tulajdonképpen két különálló, bár kis átfolyókon keresztül összefüggő tóból áll, a felső nagyobb, az alsó pedig a kisebb, a vízszintek között nagyon kicsi a különbség. A két tó összterülete 5,6 hektár. A Balkana több hegyi forrásból és két kis hegyi patakból, a Cjepaloból és a Skakavacból nyeri vizét, kifolyása pedig a Crna Rijeka, amely délről északra folyik át Mrkonjić Gradon, és 17 km megtétele után az Orbászba (Vrbas) ömlik.

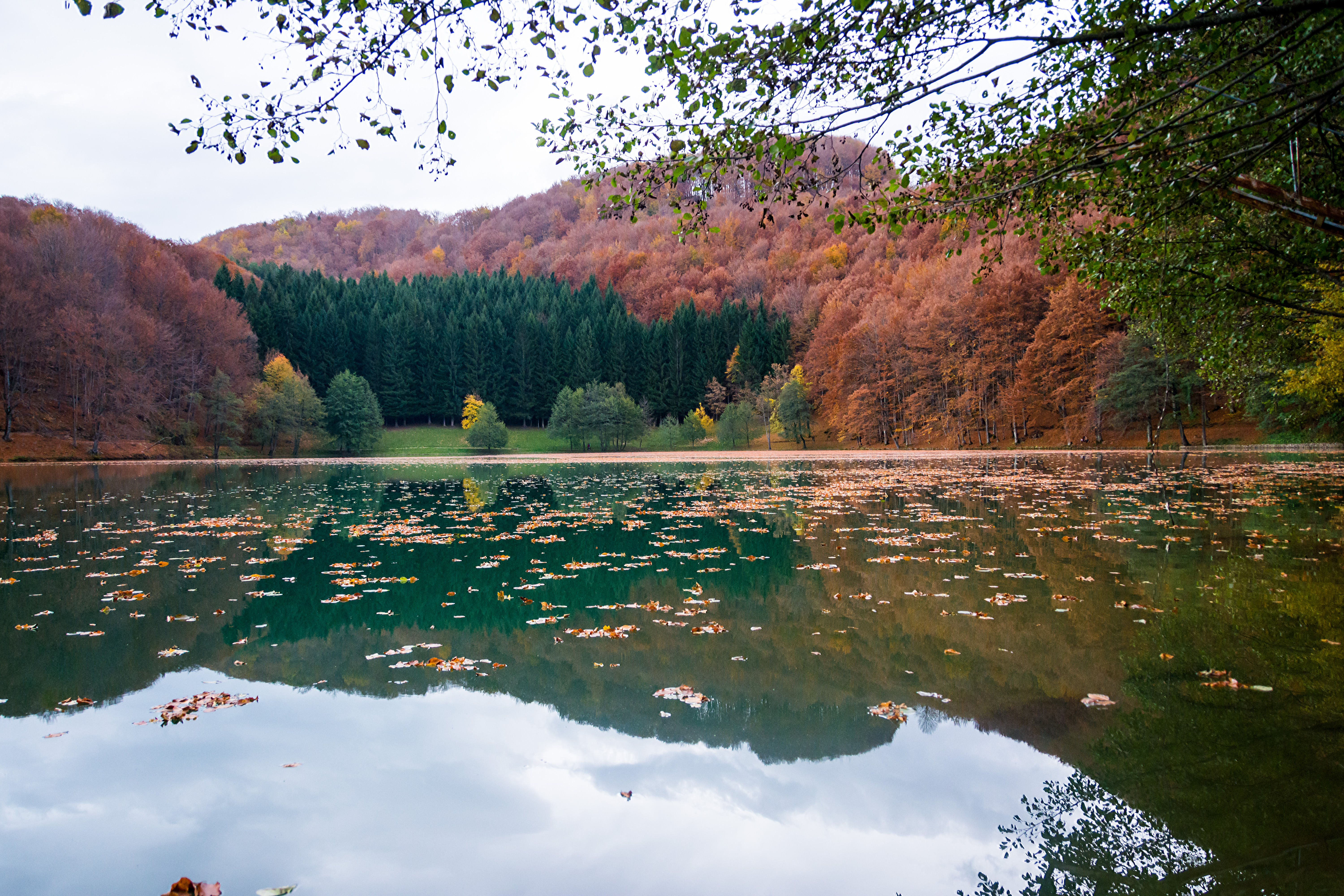
A Balkana ősszel

 A Malo Jezero vízhőmérséklete júliusban és augusztusban eléri a 25 °C-ot, így úszásra alkalmas. Télen viszont gyakran befagy a felszíne, így lehetőség nyílik a téli sportok gyakorlására is. A Veliko Jezero különféle halfajtákban gazdag: amur, compó, pisztráng stb.
A Balkana turisztikai infrastruktúrája a nyári-téli kikapcsolódást, pihenést szolgálja. Ezt a helyet egész évben nagyszámú belföldi és külföldi turista keresi fel. A tó mellett kosárlabda, teremfoci, kézilabda, strandröplabda pályák, parkoló, rendezett és jelzett grillezési és kempingezési helyek találhatók. 1979-ben a Lisina-hegység lejtőin sífelvonós sípályát rendeztek be, nyáron pedig túrákat, táborokat szerveznek. A Balkanán minden évben hagyományosan megrendezik a Kaszás Napok – Lazar Laket emlékrendezvényt. A rendezvény központi része a hazai és külföldi kaszások versenye, emellett folklórbemutatókat, úszóversenyeket és egyéb sport- és kulturális eseményeket is tartanak. A rendezvény a vidék hagyományainak megőrzését szolgálja.